# 콜걸 (1971년 영화)
《콜걸》(영어: Klute)은 1971년 개봉한 미국의 네오누아르 심리 스릴러 영화이다.

## 줄거리
펜실베이니아의 화학 회사 임원인 톰 그러너먼이 실종된 후 경찰은 그의 사무실에서 그가 뉴욕의 콜걸 브리 대니얼스 앞으로 보내려고 했던 외설적인 편지를 발견한다. 동료 임원인 피터 케이블은 그러너먼의 친구인 탐정 존 클루트에게 그러너먼의 실종 사건을 조사해 달라고 의뢰한다. 클루트는 브리의 건물 지하 아파트를 얻은 뒤 그녀의 전화를 도청하고 미행한다.
브리는 콜걸로서 자유로운 삶을 즐기는 듯 보이지만 정신과 의사에게 자신의 공허함을 드러낸다. 처음에는 클루트의 질문에 답하길 거부하던 브리는 그가 자신을 감시해 왔다는 사실을 알게 되자 그러너먼을 모른다고 말한다. 브리는 2년 전에 손님에게 폭행당한 적이 있지만 그러너먼의 사진을 보여주자 그를 알아보지 못한다. 브리는 클루트에게 자신이 불안하고 편집증적인 사람이라고 고백한다.
브리는 클루트를 자신의 전 포주 프랭크 리고린에게 데려간다. 리고린은 과거에 제인 매케나라는 매춘부를 관리했으며, 매케나는 예의 폭력을 휘두른 손님을 브리에게 소개해 줬던 장본인이다. 매케나는 자살한 것으로 보이며, 또 다른 매춘부 알린 페이지는 마약 중독자가 되어 실종된 상태이다.  
클루트와 브리는 사랑에 빠지지만, 브리는 정신과 의사에게 콜걸로 일할 때 더 자기 통제감을 느꼈다고 털어놓는다. 브리는 클루트에게 감시를 받고 있다는 피해 망상적 느낌에 빠져 있다고 말한다. 클루트는 페이지를 찾지만, 페이지는 그러너먼의 사진을 보고는 폭력적인 손님은 이보다 나이가 더 많은 남자였다고 말한다. 얼마 후 페이지는 강에서 시체로 발견된다.  
클루트는 짐짓 자살로 보이는 두 콜걸의 사망이 서로 연관되어 있다고 생각하고, 문제의 손님이 그러너먼의 이름을 사용했다고 추측한다. 또한 클루트는 손님이 그러너먼을 살해했고 다음 살해 대상은 브리일 수 있다고 생각한다. 클루트는 그러너먼의 지인들을 다시 찾아가고, 외설적인 편지의 필적을 분석하여 편지 발신인이 다름이 아니라 이 사건의 의뢰인이며 클루트가 그간 조사 경과를 계속 보고해 왔던 케이블이라는 사실을 밝혀낸다. 클루트는 문제의 손님의 정체를 알아내려면 매케나의 고객 정보가 담긴 “블랙북”을 사야 한다며 케이블에게 돈을 요구한다. 또한 클루트는 케이블이 살인에 연루되었는지 확인하기 위해 미끼를 던진다.
케이블은 한 고객의 사무실로 향하는 브리를 미행하고, 자신이 편지를 보냈다고 밝힌다. 이어 케이블은 그러너먼이 우연히 자신이 매케나를 학대하는 현장을 목격했고, 그러너먼이 이를 이용해 자신의 경력을 망칠까 봐 그러너먼에게 누명을 씌우려고 그의 사무실에 편지를 두었다고 고백한다. 케이블은 페이지를 살해할 때 녹음했던 스너프 테이프를 들려준 뒤 브리를 공격한다. 클루트가 들이닥치자 케이블은 돌연 뒤로 휘청이다가 창문 밖으로 떨어져 죽는다.
브리는 클루트의 도움을 받아 아파트를 비운다. 브리가 정신과 의사와의 대화에서 털어놓았던 속내가 보이스오버로 흐르고, 이 대화에서 브리는 클루트와 인습을 따르는 관계에 들어가는 것이 망설여지며 가정에 충실한 삶을 산다면 자신은 미쳐버릴 것이라고 말한다. 그러나 브리는 한 고객으로부터 걸려 온 전화를 받자 뉴욕을 떠나 다시 돌아오지 않을 것이라고 통보한다. 브리와 클루트는 함께 아파트를 떠난다.

## 출연진
- 제인 폰다 - 브리 대니얼스 역
- 도널드 서덜랜드 - 존 클루트 역
- 찰스 초피 - 피터 케이블 역
- 로이 샤이더 - 프랭크 리고린 역
- 도러시 트리스턴 - 알린 페이지 역
- 리타 갬 - 트리나 역
- 네이선 조지 - 트래스크 역
- 로버트 밀리 - 톰 그러너먼 역
- 진 스테이플턴 - 골드파브의 비서 역
- 모리스 스트라스버그 - 골드파브 역
- 실베스터 스탤론 - 클럽 손님 역 (크레디트 미기재, 엑스트라)

## 우리말 녹음
- 김준 - 클루트(도널드 서덜랜드)
- 이선 - 브리 대니얼스(제인 폰다)
- 박상일 - 피터 케이블(찰스 초피)
- 윤병화 - 프랭크(로이 샤이더)
- 김옥경 - 알린(도러시 트리스턴)
- 황원 - 골드파브(모리스 스트라스버그)
- 유영환 - 톰(로버트 밀리)
- 송덕희 - 제이니(제인 화이트)
- 김규식
- 최옥희 - 의사
- 김수중 - 부사장